# Museu de Arte de Nuuk
O Museu de Arte de Nuuk (em dinamarquês: Nuuk Kunstmuseum; em groenlandês: Nuummi Eqqumiitsulianik Saqqummersitsivik) é um museu de arte em Nuuk, a capital da Gronelândia. Tem uma área aproximada de 650 metros quadrados, e está localizado no bairro de Kissarneqqortuunnguaq, perto do centro da cidade. 
Possui uma vasta coleção de itens coletados pelo empresário e empreiteiro Svend Junge e sua mulher, Helene Junge Pedersen. Ao todo, a coleção no museu conta com mais de 700 peças, contendo figuras em pedra sabão, marfim e madeira, gráficos, desenhos, aquarelas e pinturas. Além disso, em particular, o espaço contém uma coleção de mais de 150 pinturas, feitas com tinta a óleo e quadros de ouro de Emanuel A. Pedersen, penduradas pelas paredes. 

## História
A família Junge acumulou peças da região desde 1940. O casal dinamarquês comprou diferentes elementos de literatura, arte, postais e outros artefatos encontrados durante toda sua vida. Após uma longa vida, em virtude da relação com o lugar, o casal presenteou Nuuk e seus cidadãos, em 22 de maio de 2005, sendo o Museu de Arte de Nuuk fundado na antiga Igreja Adventista de Kissarneggortuunnguaq, em Nuuk. A O museu foi entregue aos cidadãos do município no mesmo dia e desde então é administrado pelo município de Kommuneqarfik Sermesooq, que é o governo local. Após sua fundação, os projetos de se tornar um museu de arte com a história de Nuuk foi consolidado e inaugurado em 21 de junho de 2007, dia nacional da Groenlândia.

## Características
Com a consolidação do lugar, em 2007, o museu conta com coleções de Svend Junge e Helene Junge Perdersen. Sua maior característica consiste na misturas de artes e tesouros coletados na Groenlândia. Há um grande acervo de peças que estimulam os sentidos dos visitantes e contam um pouco da peculiar daqueles da história da região. A natureza foi o maior fascínio de Emanuel Pedersen, pintor que possui o maior número de pinturas do acervo. Junto a isso, há também diferentes tipos de amuletos e peças que trazem a crença tradicional do lugar, com aspectos mágicos e espirituais exibido no museu.
Além destes fatos, há coleções de artistas como Harald Motke (1871-1960), Christine Deichmann (1869-1945), Anne-Birthe Hove (1951-2002), Naja Rosing Asvid (1966), Buuti Pedersen (1955) e Miki Jacobsen (1965), mais contemporâneas da localidade, utilizando materiais como dentes, pedra-sabão e osso. A coleção de arte privada e artesanato conta com contribuição para novos artistas e espaços multimídia que mostram o patrimônio da Groenlândia.
O museu ainda conta com a Niels Lynge's House, a casa do pintor, poeta, vigário e artista da Groenlândia nos anos 60, e também o Museu da Cidade de Nuuk, que abriu no Verão de 2016, no porto colonial, onde exibe alguns artefatos, fotos, pinturas e esculturas da cidade de Nuuk.

## Curiosidades
1- Os retratos dos maiores contribuintes do museu, Svend e Helene Junge, pintados pelo artista Christian Rosing, em 2000, estão na entrada do Museu de Arte de Nuuk. 